# Kendo (Spiel)
Kendo (Untertitel: "Das Lieblingsspiel der Samurai") ist ein Strategiespiel für 2 bis 4 Spieler von Keith Budden, das 1989 in Lizenz im Ravensburger Spieleverlag erschien (Lizenzgeber: Seven Towns Ltd./K.Budden). 

## Inhalt
- 1 Spielplan, bestehend aus 3 zusammenzusetzden Teilen
- 32 Spielfiguren:
  - je 1 Fürst in den Farben blau, gelb, grün und rot
  - je 3 Samurai in den Farben blau, gelb, grün und rot
  - je 4 Kämpfer in den Farben blau, gelb, grün und rot
- Spielanleitung (6 DIN-A5-Seiten)

## Spielprinzip
Der zusammengesetzte Spielplan zeigt ein Wabenmuster aus 19 Sechseckfeldern, mit einem Palast in der Mitte und Ausgangsfelder für die Fürsten der Spieler an 4 Ecken der Spielfläche. Die übrigen Spielfiguren werden um den Fürsten gruppiert.
Ziel des Spieles ist es als erster den eigenen Fürsten in den Palast zu ziehen um Kaiser zu werden und auch nur Fürsten dürfen den Palast betreten. Die Samurai und Kämpfer dürfen auch nicht durch den Palast ziehen. Die Spieler ziehen abwechselnd ihre Figuren entlang der Kanten der Sechseckfelder. Der Fürst darf immer nur 1 Feld (Knotenpunkt) weit ziehen, die Samurai müssen 2 Felder und die Kämpfer müssen 3 Felder weit ziehen. Dabei darf keine Figur übersprungen werden. Ab der 2. Runde können gegnerische Figuren geschlagen werden. Dazu muss eine Figur auf ein Feld gezogen werden auf dem sich eine andere Figur befindet. Jede Figur kann jede andere schlagen, wird ein Fürst geschlagen scheidet der Spieler aus, seine übrigen Figuren bleiben aber auf dem Spielfeld und können weiterhin geschlagen werden.

### Wertung
Wenn über mehrere Runden gespielt wird, erhält jeder Spieler für seine im Spiel verbliebenen Figuren Punkte: 1 für den Fürsten, 2 für die Samurai und 3 für die Kämpfer, sowie der Sieger 5 Extrapunkte.